# Lotnisko Fryburg Bryzgowijski
Lotnisko Fryburg Bryzgowijski (IATA: QFB, ICAO: EDTF) – lotnisko położone 3 km na północny zachód od Fryburga Bryzgowijskiego, w kraju związkowym Badenia-Wirtembergia, w Niemczech.